# Pterolophia chinensis
Pterolophia chinensis là một loài bọ cánh cứng trong họ Cerambycidae.